# Спортивное ориентирование
Спортивное ориентирование — вид спорта, в котором участники при помощи спортивной карты и компаса должны пройти неизвестную им трассу (дистанцию) через контрольные пункты (КП), расположенные на местности. Результаты определяются по времени прохождения дистанции (в определённых случаях с учётом штрафного времени) или по количеству набранных очков.

## История
Умение и навыки ориентирования на местности использовались со времён Древнего Мира, однако правомерно начать обзор исторических фактов с военных состязаний в северных странах Европы. Происхождение ориентирования как вида спорта принято относить к концу XIX века, когда начали проводиться соревнования между военными гарнизонами Швеции, Норвегии, Великобритании.
В 1893 году впервые прошли официальные соревнования по бегу по пересечённой местности среди военнослужащих шведской армии под Стокгольмом. Первые в истории гражданские соревнования по спортивному ориентированию организовали участники норвежского спортивного общества «Турнфёренинг» из города Берген. Они прошли 20 июня 1897 года, и эта дата признаётся в качестве официального появления спортивного ориентирования. Первые массовые гражданские соревнования были проведены 31 октября 1897 года спортивным клубом Тьалве около Осло (Норвегия). Первая в мире организация по ориентированию была создана в 1905 году в Финляндии. Регулярные соревнования стали проводиться с 1912 года в Швеции. Настоящее рождение современных соревнований по ориентированию произошло в 1919 году. Майор Эрнст Килландер, президент Стокгольмской любительской спортивной ассоциации, решил использовать естественную окружающую среду шведской сельской местности для нового вида спорта, основанного на его военном опыте. Он придумал соревнования по пересечённой местности, где бегуны не просто бежали, но и должны были найти и выбрать собственные маршруты с применением карты и компаса.
Считается, что первое письменное упоминание о спортивном ориентировании отразилось в «Наставлении для обучения лыжных частей», вышедшем 8 сентября 1919 года, где среди прочего указывалось: «Чтению карт и умению ориентироваться по компасу, звёздам, солнцу и т. п. должны быть обучены, по возможности, не только все лица командного состава, но и по 1-2 стрелка в каждом звене, в том числе и начальник звена». К 1934 году ориентирование как спорт распространилось в Швейцарии, СССР и Венгрии. К началу Второй мировой войны в Швеции, Норвегии и Финляндии стали проводиться ежегодные национальные первенства для мужчин и женщин.
В 1946 был создан Скандинавский комитет ориентировщиков, который открыл путь к международному сотрудничеству.
В мае 1949 Шведской ассоциацией ориентирования была проведена Международная конференция в Сандвикене, в которой приняли участие одиннадцать стран. В 1958 году в Будапеште был проведён съезд представителей стран соцлагеря. Регламент соревнований в этих странах отличался от общемировых.
В 1960 году в районе Стокгольма проведены Открытые международные соревнования, которые привлекли семь стран.
21 мая 1961 года на конгрессе в Копенгагене основана Международная федерация спортивного ориентирования (IOF). Первыми членами федерации стали 10 европейских стран — Болгария, Чехословакия, Дания, ГДР, Финляндия, Венгрия, Норвегия, Швеция, Швейцария и ФРГ. С 1977 года IOF признана Международным олимпийским комитетом.
С 1966 года начали проводиться чемпионаты мира бегом, а с 1996 года — чемпионаты мира среди ветеранов.

## Виды спортивного ориентирования
Международная федерация спортивного ориентирования и Федерация спортивного ориентирования России руководят развитием четырех официальных видов спортивного ориентирования:

### Ориентирование бегом
Соревнования по ориентированию бегом проводятся в большом количестве разных дисциплин, например: заданном направлении («ЗН»), по выбору («ВБ») и даже на маркированной трассе («МТ»). Чемпионаты мира по спортивному ориентированию бегом проводятся c 1966 года.

### Ориентирование на лыжах
Соревнования по ориентированию на лыжах проводятся в условиях устойчивого снежного покрова в дисциплинах: заданное направление, маркированная трасса, Ориентатлон (Ski-O-thlon) — комбинация двух предыдущих видов. Соревнования в заданном направлении проводятся с использованием специальной карты, на которую нанесены лыжни, а также показаны виды лыжней в отношении скорости передвижения на лыжах. Чемпионаты мира по спортивному ориентированию на лыжах проводятся с 1975 года.

### Ориентирование на велосипедах
Соревнования по ориентированию на велосипедах проводятся в дисциплинах: заданное направление, маркированная трасса, по выбору или в комбинации этих видов. Спортивная карта показывает виды дорог в отношении скорости проезда на велосипеде. Чемпионаты мира по спортивному ориентированию на велосипедах проводятся с 2002 года.

### Точное ориентирование, трейл ориентирование
Международное название — Trail Orienteering (TrailO, также PreO, старое российское название — «ориентирование по тропам») — вид ориентирования, заключающийся в точной интерпретации ситуации на местности с помощью карты. Участники за контрольное время преодолевают (обычно в заданной последовательности) дистанцию, состоящую из пунктов, на каждом из которых в пределах видимости располагаются несколько призм (флагов). Участники должны определить и зафиксировать, какая из этих призм (флагов) на местности соответствует точке, обозначенной на карте и заданной легенде (возможно, что и никакая). При этом на карте могут намеренно отсутствовать некоторые имеющиеся на местности ориентиры.
Движение участников допускается только по разрешённым тропинкам (дорожкам) или маркированным участкам местности. Спортсмен может по своему выбору стартовать или пешком (бегом), или на велосипеде, или на одноместной коляске, приводимой в движение руками или электромотором. Время прохождения дистанции в расчёт не принимается, результат определяется по количеству правильных ответов. На некоторых контрольных пунктах, называемых «Тайм-КП», дополнительно фиксируется время принятия решения, но и в таком случае время передвижения между контрольными пунктами не учитывается.

### Другие виды
Существуют множество интересных неофициальных видов: горное ориентирование, автомобильное ориентирование, ориентирование на каноэ, биатлонное ориентирование, рогейн (разновидность ориентирования по выбору), приключенческие гонки, спортивный лабиринт (ультраспринт).

## Виды соревнований

### Ориентирование в заданном направлении
Ориентирование в заданном направлении «Заданка» заключается в том, чтобы пройти дистанцию в заданном порядке. В момент старта (в отдельных случаях за 1 минуту до старта) участник получает карту, на которой нанесены место старта, КП, соединённые линией, которая обозначает последовательность прохождения КП. Победитель определяется по наименьшему времени прохождения дистанции.

### Ориентирование по выбору
Ориентирование по выбору «Выборка» заключается в том, чтобы пройти дистанцию в произвольном порядке. Перед стартом каждому участнику выдаётся карта с нанесённым местом старта, финиша и контрольными пунктами. Существует три варианта проведения соревнований такого вида:
- Прохождение дистанции от старта до финиша.
- С требуемым количеством КП/очков за наименьшее время.
- Набор наибольшего количества очков/КП за назначенное контрольное время. Контрольным пунктам, в зависимости от сложности и дальности, назначаются баллы, а за превышение контрольного времени назначается штраф, как правило, путём вычитания из результата по одному баллу за каждую полную минуту превышения контрольного времени.

### Ориентирование на маркированной трассе
Ориентирование на маркированной трассе «Маркир» заключается в том, что участнику предоставляется спортивная карта с обозначенным на ней местом старта. Следуя по маркированной трассе, участник вносит в карту (иголкой или спец. компостером) расположение КП, которые встречает по пути. На финише судьи проверяют точность определения расположения контрольного пункта и начисляют штраф в зависимости от ошибки участника. Штрафом могут быть дополнительное время или штрафные круги. Ориентирование на маркированной трассе, в основном, встречается только в России и странах бывшего СССР.

### Другие классификации
Различают соревнования по другим критериям:
- Времени проведения соревнований (дневные, ночные).
- Взаимодействию спортсменов (индивидуальные, эстафетные, групповые).
- Способу организации старта (раздельный, гандикап, общий).
- Характеру зачёта результатов (личные, лично-командные, командные).
- Способу определения результата соревнований (однократные, многократные, квалификационные).

## Экипировка

### Общий список для всех видов ориентирования
- Спортивная форма (одежда, обувь).
- Спортивный компас.
- Индивидуальный чип (электронная система отметки) или контрольная карточка (механическая система отметки)[13].
- Средство дистанционного контроля пути (трекер).
- Номер.
- Спортивная карта.
- Часы.
- Мобильный телефон (для возрастных категорий М12, Ж12 и моложе)[14].

### Ориентирование бегом
- Фонарь (для ночного ориентирования).

### Ориентирование на лыжах
- Средство передвижения (лыжный инвентарь).
- Планшет (для размещения карты на груди спортсмена).
- Средство отметки КП проколом (только для маркированной трассы).

### Ориентирование на велосипедах
- Средство передвижения (велосипед).
- Жёсткий шлем (для защиты головы).
- Планшет (для размещения карты на велосипеде).

### Точное ориентирование, трейл-ориентирование
- Средство передвижения спортсмена.

- Компас
- Обувь для ориентирования (кроссовые дисциплины)
- Индивидуальные чипы

## Прикладное значение
Спортивное ориентирование развивает умения и навыки во множестве профессий. Вид спорта включен в спортивные состязания военных, полиции и пожарных, а также Всемирных игр.